# Luther Hodges
Luther Hodges (ur. 1898, zm. 1974) – amerykański polityk, członek Partii Demokratycznej.
W 1952 został wybrany na zastępcę gubernatora Karoliny Północnej. Dwa lata później po śmierci gubernatora Williama Umsteada przejął po nim schedę. W 1956 uzyskał w wyborach reelekcję. W latach 1961–1965 był sekretarzem handlu Stanów Zjednoczonych w administracjach prezydentach Kennedy’ego i Johnsona.